# Pawonków

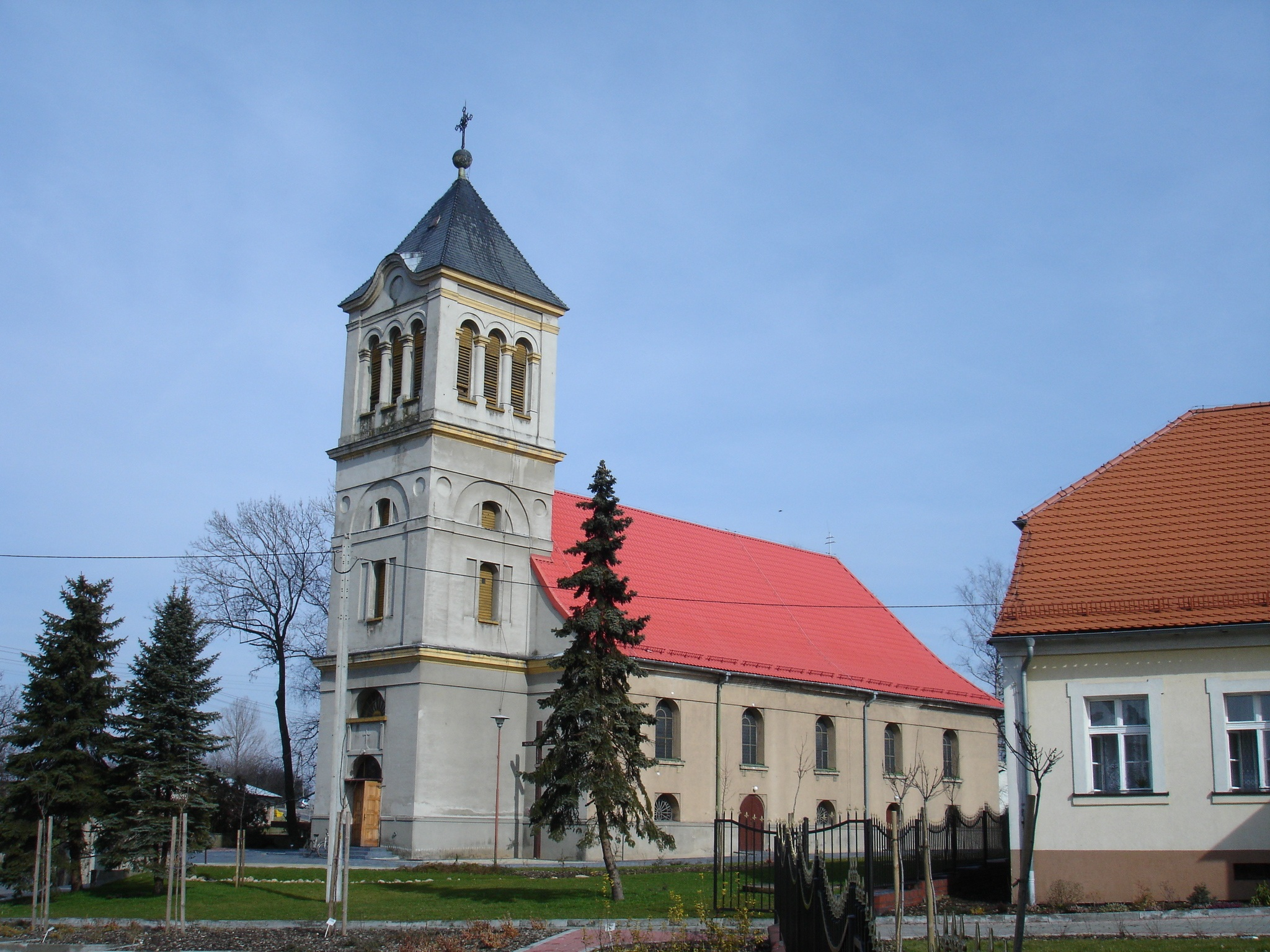
Kościół w Pawonkowie

Pawonków (niem. Pawonkau) – wieś w Polsce, położona w województwie śląskim, w powiecie lublinieckim, w gminie Pawonków, na Górnym Śląsku.
Wieś jest siedzibą gminy Pawonków.
| SIMC    | Nazwa         | Rodzaj    |
| ------- | ------------- | --------- |
| 0142295 | Dolny Dwór    | część wsi |
| 0142303 | Lustrzaniec   | część wsi |
| 0142310 | Łysa Góra     | część wsi |
| 0142326 | Mały Koniec   | część wsi |
| 0142332 | Młynki        | część wsi |
| 0142349 | Nowe          | część wsi |
| 0142355 | Pietraszowice | część wsi |
| 0142361 | Ptakowe       | część wsi |

## Historia
Od końca XVIII w. wieś posiadała własną pieczęć gminną, na której wizerunku przedstawiono dwie strzały ułożone w literę V, nad nimi korona.
W okresie międzywojennym w miejscowości stacjonowała placówka Straży Granicznej I linii „Pawonków”. 28 listopada 1944 Niemcy zabili we wsi polskiego młynarza Rocha Kurpierza za ukrywanie dwóch niemieckich komunistów, Rudolfa Gyptnera i Josefa Gieffera, których też wówczas zamordowali.
W latach 1975–1998 wieś administracyjnie należała do województwa częstochowskiego.

## Nazwa
Niemiecki nauczyciel Heinrich Adamy w swoim dziele o nazwach miejscowości na Śląsku wydanym w 1888 roku we Wrocławiu wymienia jako wcześniejszą nazwę miejscowości Pawonkow podając jej znaczenie "Wiesenquelle" czyli "źródło na łące".

## Obiekty
Na terenie Pawonkowa znajdują się:
- Urząd Gminy w Pawonkowie
- Publiczna Szkoła Podstawowa
- Publiczne Przedszkole im. Pluszowego Misia
- Urząd Pocztowy
- Niepubliczny Zespół Opieki Zdrowotnej ARKADIA
- Jednostka Ochotniczej Straży Pożarnej, rok założenia 1922
- Ludowy Klub Sportowy "Orzeł" Pawonków
- Parafia Rzymskokatolicka pw. św. Katarzyny
- Tłocznia olejów roślinnych AP Trans Energy
- stacja kolejowa Pawonków

W latach 1954–1972 wieś była siedzibą władz gromady Pawonków.